# わかやまけん
わかやま けん（本名：若山 憲、1930年1月29日 - 2015年7月17日）は日本の絵本作家。
グラフィックデザインの世界から児童書の世界へ入る。『きつねやまのよめいり』（こぐま社）では、第16回サンケイ児童出版文化賞を受賞。また海外などでも評価を受ける。代表作として「こぐまちゃんえほんシリーズ」（こぐま社）などの作品があり、2017年時点で累計約954万部、特に『しろくまちゃんのほっとけーき』は、293万部を記録するベストセラーとなった。

## 経歴
1930年、岐阜県岐阜市出身。。1945年12月、15歳のときに偶然見かけた雑誌『週刊少国民』に衝撃を受け、活動していた洋画家や童画家の作品に触れる。1948年頃から岐阜市のデザイン事務所に勤務し、グラフィックデザイナーとして仕事をするかたわらで、童画に強く惹かれていく。1954年、24歳で上京し、板橋区に住む。1957年から、月刊誌の挿絵や紙芝居の絵を描くようになる。
初めて絵本の挿絵を担当したのは、幼児向け番組ロンパールームとタイアップした「ロンパールームのほん」の第3号『りぼんをつけたおたまじゃくし』で、文章は和田義臣によるものだった。1965年に、こぐま社の創立者となる編集者佐藤英和と出会ったほか、1968年には絵と文を手掛けた初の創作絵本『きつねやまのよめいり』（こぐま社刊）を刊行する。
1963年に結婚し、1964年に長女が、1967年に長男が生まれる。1970年刊行のこぐまちゃんシリーズ第1作『こぐまちゃんおはよう』は、2，3歳児の基本的な生活習慣を描いており、若山はちょうどその年頃だった長男を観察しながら絵本を制作した。その後も、我が子や近所の子どもの遊びの様子にヒントを得たり、共同制作者の森比左志（もりひさし）、和田義臣（わだよしおみ）、編集者の佐藤英和とともに動物園取材やゴム風船遊びを実際に行ったりしながら、シリーズの制作を行う。
1973年、絵本研究雑誌『月刊絵本』（すばる書房盛光社）が創刊し、田島征三、古田足日とともに編集委員を務める。1975年には連載「わかやまけんのおしゃべり絵本講座」を『絵本の見かた・創りかた』として刊行している。以後、絵本創作講座の講師などを担当し、1982年開校の日本児童文学専門学院（現日本児童教育専門学校）では、絵本創作専攻科の講師として1999年まで勤務する。
地元である練馬区では「大泉に地域図書館をつくる会」の代表として活動し、1980年の練馬区立大泉図書館開館に際しては、ポスターや案内図などのデザインを手がけた。
2001年、持病のパーキンソン病の悪化に伴い創作活動を終える。2015年に85歳で死去した。本人の遺志に基づき死去していたことが伏せられていたが、2017年7月に大分県宇佐市民図書館開催の原画展のお知らせで公表された。
2021年から2023年にかけて、初の大規模回顧展「こぐまちゃんとしろくまちゃん 絵本作家・わかやまけんの世界」が開催され、日本国内美術館を巡回している。

## 受賞
- 1968年 - 『きつねやまのよめいり』（こぐま社）で第16回サンケイ児童出版文化賞を受賞、NHKの推薦図書としても選ばれる。
- 1970年 - 『ぼくみてたんだ』（至光社）でフランクフルトの国際書籍展に出品。
- 1981年 - 『おばけのどろんどろんとぴかぴかおばけ』（小峰書店）で第4回絵本にっぽん賞受賞。

## 主な作品
- 『きつねやまのよめいり』（こぐま社） 1968年
- 『ぼくみてたんだ』（至光社） 1971年
- 「こぐまちゃん」シリーズ（こぐま社）1970年 - 1973年（4集12冊）、1977年（別冊3冊）
- 『絵本の見かた・創りかた』（すばる書房盛光社） 1975年
- 「たっちゃんさっちゃん」シリーズ（こぐま社） 1976年
- 「おばけのどろんどろん」シリーズ（ポプラ社） 1980年 - 1989年
- 『白い煙突 北緯110°11' 詩画集』（教育出版センター） 1995年